# Круиз

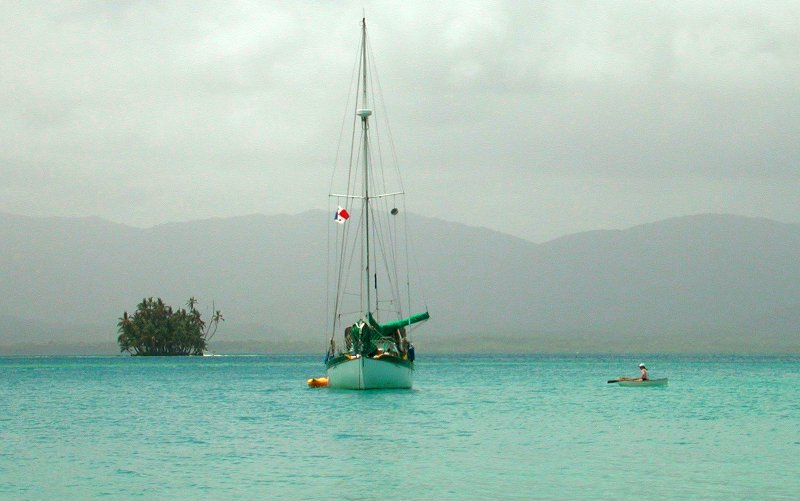
Круизная парусная яхта

Круи́з (англ. cruise) в первоначальном значении — морское путешествие.
В настоящее время понятие расширилось, туристические фирмы стали предлагать, помимо морских круизов, речные круизы и круизы на поездах, для них используются и паромы регулярного сообщения, которые, помимо пассажиров, перевозят грузы и автомобили. С другой стороны, в круизное плаванье можно отправиться и на небольшом судне — так, в последние десятилетия все большую популярность набирают путешествия на круизных парусных яхтах или катамаранах, вместимостью от 4 до 12 человек. Круизные яхты полностью экипированы всем необходимым для жизни (спальные места, холодильник, плита, туалет, душ). Продолжительность такого путешествия составляет от одной недели, экипаж, как правило, состоит из 1—2 человек (причём при наличии достаточной квалификации управлять яхтой могут сами участники круиза). Наиболее популярные направления для парусных круизов — Средиземное море, Карибское море, Балтийское море.

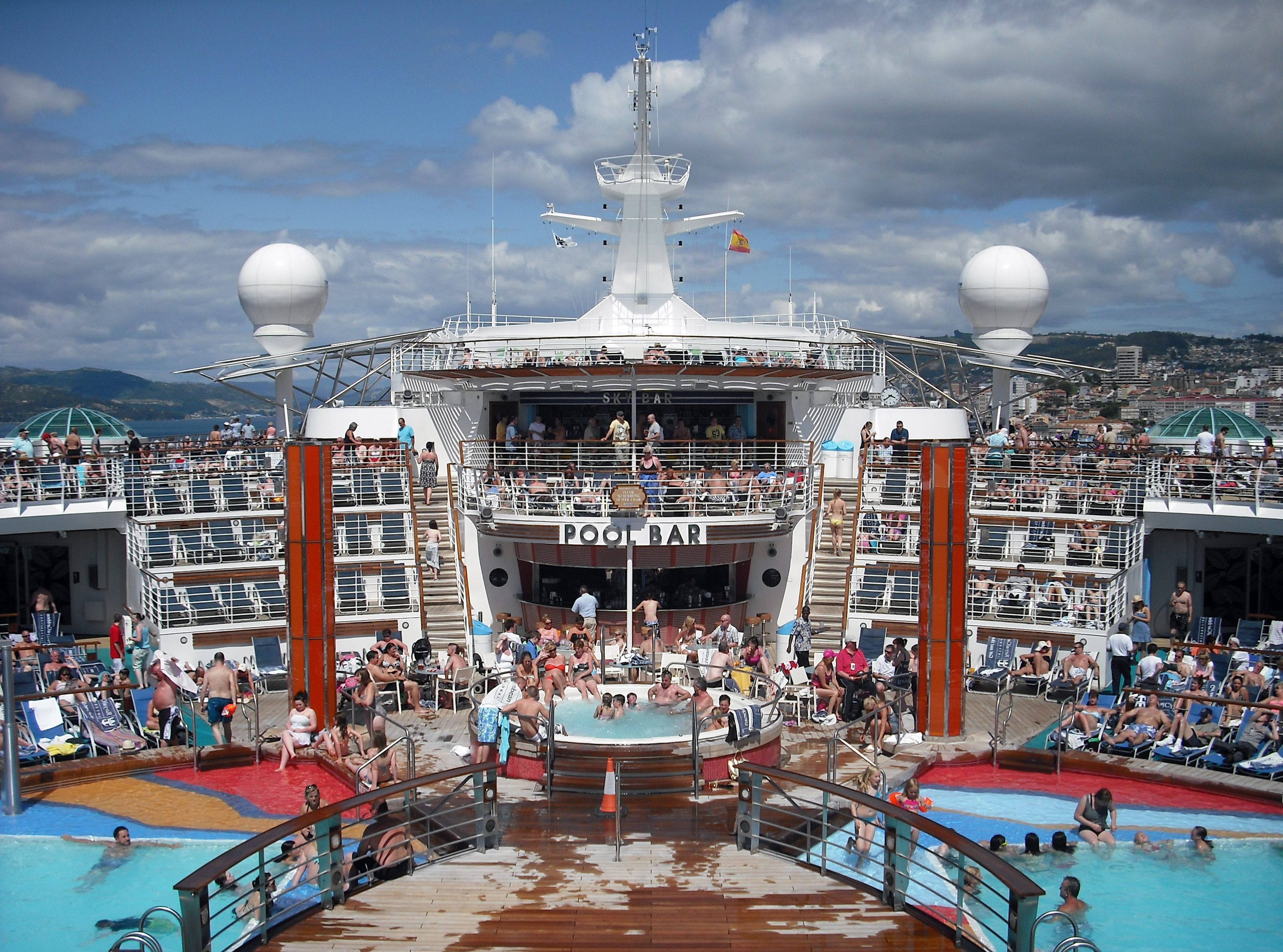
Бассейн на круизном судне Independence of the Seas, выходящем из порта Виго (Испания)

Сейчас популярны круизы на круизных морских судах, которые представляют собой целые города. На среднестатистическом лайнере можно найти библиотеку, кинотеатр, огромные банкетные залы, рестораны на любой вкус, тренажёрные залы, стену для скалолазания и даже центральный парк с настоящими деревьями. Обычный современный лайнер состоит примерно из 12 пассажирских палуб. Все лайнеры оборудованы стабилизаторами качки. В теплое время года (с апреля по октябрь) наиболее популярным направлением является Средиземное море. Осенью, как правило, лайнеры уходят в трансатлантические круизы длительностью от десяти дней и продолжают своё плаванье по островам Карибского бассейна, Бразилии. Также зимой очень популярны круизы по Азии. Весной большая часть лайнеров возвращается в Европу.

## История
Начало морского туризма условно можно отнести к середине XIX века, когда линейные пассажирские компании начали искать пути использования пассажирских судов в период межсезонья в линейных перевозках.
Основным источником для трансатлантической линии была Европейская эмиграция: за период с 1846 года по 1940 год на Американский континент из Европы эмигрировали около 60 млн человек. Обострившаяся конкуренция вынуждала судовладельцев постоянно улучшать условия проживания на судне, отделку кают и всю систему обслуживания пассажиров в рейсе, что быстро превратило суда в высококомфортабельные плавучие гостиницы.
Одни из первых сообщения о специально организованных рейсах морских пассажирских судов с целью отдыха относятся к 1835 году, когда в Англии были объявлены регулярные прогулочные рейсы между северными островами Британии и Исландией. Через несколько лет авторы этой идеи основали судовладельческую компанию Р&O. В 1900 году было построено судно, которое осуществляло круизы круглый год, меняя лишь регионы. Ведущими странами крупных путешествий стали Англия, США и Германия. Вторая мировая война остановила развитие круизного бизнеса почти на 10 лет, однако уже в начале 1950-x годов было заложено большое число пассажирских судов крупного тоннажа. Появление в середине — конце 1950-x годов регулярных пассажирских, в том числе и трансатлантических, авиационных линий, дешёвые авиационные тарифы привели к резкому падению спроса на линейные пассажирские суда, особенно на трансатлантических маршрутах. В результате многие из них были проданы и переоборудованы в круизные. В этот период возникло несколько круизных регионов, расположенных возле развитых государств: Средиземное море, Балтика, Северная Европа, острова южной части Тихого океана (Австралия и Новая Зеландия), Аляска, Мексика, Гавайи и Карибский бассейн.
Многих людей привлекают путешествия по воде. В 1913 году по всему миру круизы выбрали около 10 млн человек.

### Российская империя
С конца 1830-х годов в Российской империи на пароходах осуществлялись массовые пассажирские перевозки. Началом использованием пароходов для туристических и экскурсионных целей считают 1837 год, когда по Москве-реке стали курсировать специальные пароходики-«финляндчики» (по аналогии с заграничными образцами малого пассажирского флота). Объявление, вышедшее в 1898 году в московских газетах приглашало в речной экскурсионный тур фирмы Бромеля на корабле «Ярославль»: из центра города Москвы пароход спускался вниз по реке на 40 вёрст до Николо-Угрешского монастыря. Директор Общества механических заводов и энтузиаст путешествий Фёдор Иванович Бромелей построил этот корабль для волжских просторов, но из-за медленного хода и малой мощности двигателей «Ярославль» возил экскурсантов по Москве-реке.
Крупная пароходная компания, «Кавказ и Меркурий», объединившись в 1858 году из двух пароходных фирм, ориентировалось не только на грузовые перевозки: с 1870 года по Волге начали ходить пассажирские пароходы «Император Александр II», «Императрица Екатерина II», «Пётр Великий», «Дмитрий Донской», «Александр Невский». С 1880-х годов компания начала строить роскошные пароходы, которые специально предназначались для речных круизов: с электрическим освещением и ресторанами. Качество этих судов было подтверждено правом изображения на них государственного герба России. Рейсы охватывали всю судоходную Волгу и часть Каспийского моря. Фирма тесно сотрудничала с туристскими клубами: заключала договоры на перевозку туристических групп, предоставляла скидку членам горных клубов, школьникам и организованным группам народных учителей.
В 1914 году в России были построены два самых больших теплохода того времени: «Великая княжна Ольга Николаевна» и «Великая княжна Татьяна Николаевна».

### Советская Россия, Союз ССР
После революций (переворотов), молодое советское государство активно возрождало водный туризм: морской, речной, водно-моторный (лодочный). В начале пути большой спрос на круизы породил такие явления, как нехватка мест, сложности в буфетном обслуживании, необходимость в увеличении плана культурного обслуживания, отказ от ночных грузовых рейсов. Например, в конце 1920-х — начале 1930-х годов задачи улучшения обслуживания туристов совместно решали Общество Пролетарского Туризма и Волжское государственное речное пароходство.
Интересны документы, хранящиеся в Российском государственном архиве экономики. Например, в Сводке отправления плановых групп по маршрутам Организации экскурсионного обслуживания Общества Пролетарского Туризма на май-сентябрь 1930 года приводятся пароходные экскурсии по Волге, Волге и Каме, Оке и Волге, маршрутам Москва — Нижний Новгород, по Каме (на плавучем доме отдыха), в Хвалынск (дом отдыха), в Васильсурск. Пароходные экскурсии от двух до четырнадцати дней охватывали следующие направления:
- Нижний Новгород — Астрахань — Саратов;
- Нижний Новгород — Сталинград — Саратов;
- Нижний Новгород — Казань — Уфа — Свердловск (Кама — Белая — Урал);
- Рязань — Нижний Новгород — Ярославль (Ока — Волга — Москва);
- Москва — Рязань — Нижний Новгород — Ярославль — Вологда — Архангельск (Поволжье, Северо-Двинский край);
- Нижний Новгород — Пермь — Нижний Новгород;
- Нижний Новгород — Хвалынск — Саратов;
- Нижний Новгород — Васильсурск;
- Муром — Нижний Новгород (Ока).

Согласно материалам Государственного архива Российской Федерации, в это же время Государственное экскурсионное акционерное Общество «Советский Турист» также предлагало водные маршруты. Например, «Волжский (отдыхательный)» проходил от Нижний Новгорода до Астрахани длительностью 20 дней и стоимостью от 100 руб.
Теплоходные (речные и морские) путешествия в СССР относили к транспортным, которые в свою очередь были частью плановых местных маршрутов. Путешествия на речных судах проходили по всем основным рекам страны:
- по Волге и её притокам — Оке и Каме (наиболее насыщены туристскими судами)
- по Северной Двине и Сухоне
- по реке Неве, Ладожскому и Онежскому озёрам
- по Нижнему Дону и Днепру вниз от Киева

Круизы в СССР проводились и по рекам за Уральскими горами:
- по Оби от Новосибирска и Иртышу от Омска
- по Енисею от Красноярска и до Диксона
- по Лене от Усть-Кута до её впадения в Море Лаптевых
- по Амуру от Благовещенска до Николаевска-на-Амуре

Сверхдальним маршрутом считался Астрахань—Ленинград—Астрахань (20 дней). Непродолжительные маршруты по Волге и её притокам составляли 3—5 дней, например, Астрахань—Волгоград—Астрахань, Москва—Углич—Москва и др. Круизы начинались из основных экскурсионных центров для путешествующих на теплоходах по Волге: Горького, Волгограда, Саратова, Куйбышева, Ульяновска, Казани и Москвы.
Заказы формировали около 40 советов по туризму и экскурсиям, которые находились в европейской части Союза, а также Азербайджанский, Армянский, Молдавский, Казахский и другие. Они арендовали суда у пароходств и организовывали путешествия для своих граждан.
Морские путешествия от Арктики до вулканов Камчатки, от Соловецких островов до тёплых южных краёв были организованы:
- по Чёрному морю (например, Одесса—Севастополь—Ялта—Новороссийск—Сочи—Сухуми—Батуми[источник не указан 2827 дней])
- по восточным Японскому и Охотскому морям
- на севере по Белому, Баренцеву и Карскому морям

Наиболее популярный маршрут в Европейской части России Москва — Астрахань, длился он 22—24 дня, стоимость на 1 туриста в двухместной каюте с частичными удобствами была 120—150 рублей в ценах 1985 года. Причём для жителей Средней Волги маршрут, как правило, разбивался на две части: Казань — Москва — Казань и Казань — Астрахань — Москва.
Популярным был маршрут Красноярск — Игарка. Морской переход Петропавловск-Камчатский — Владивосток через Курильские острова занимал 5 суток без промежуточных стоянок.
Пароходства СССР располагали к концу 1980-х годов более 150 речными и морскими теплоходами, которые использовались ежегодно. На комфортабельных теплоходах большинство туристов размещалось в одно- или двухместных каютах со всеми удобствами.

## Круизы в России

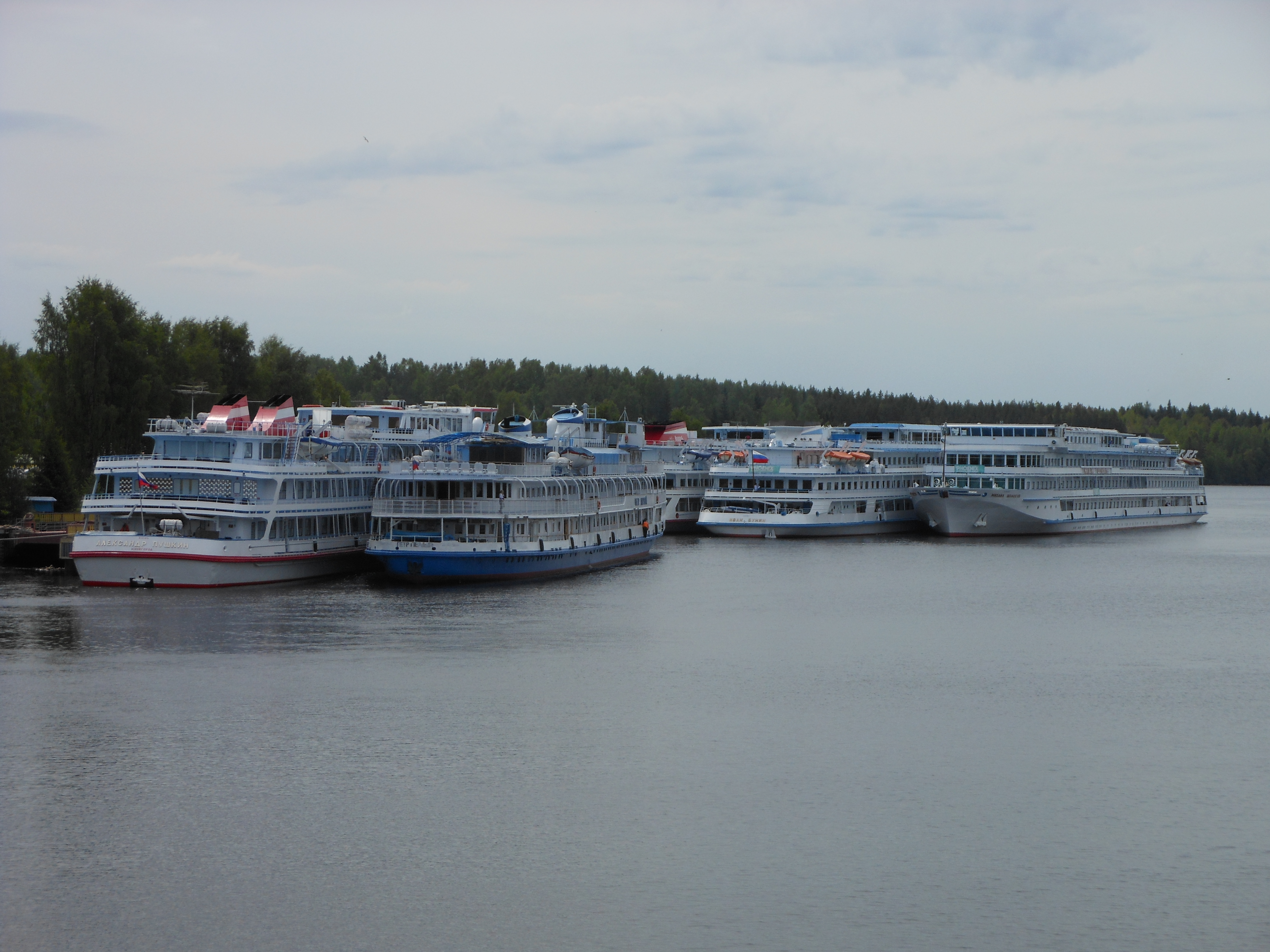
Круизные теплоходы у пристани Старые Мандроги на реке Свирь, 2012

С распадом СССР, в начале 1990-х годов круизная сфера переживала упадок: теплоходы постепенно ветшали, качество питания и обслуживания на теплоходах упало, зато цены на туры резко взлетели вверх, став недоступными для части традиционных поклонников речных путешествий. Характерным маркетинговым ходом стало привлечение российских отдыхающих на четырёхпалубные теплоходы в круизы с участием иностранных туристов. 

В XXI веке в России наблюдается рост интереса к речным круизам. С 2003 года круизный речной туризм на устойчивом подъёме: совокупный объём рынка в 2010 году превысил 7,5 млрд рублей, увеличившись за 7 лет вдвое. Общее число эксплуатируемых круизных судов к 2014 году превышает 100, всего на них пассажиро-мест — около 25 тысяч.
Основными центрами речного круизного туризма в России являются Москва, Санкт-Петербург, Нижний Новгород и Самара. В этих городах находятся большинство туристических операторов и базируется круизный флот. Несмотря на то, что круизный туризм — объективно низкодоходный вид бизнеса в России из-за его ярко выраженной сезонности, непродолжительности навигации в средней полосе России и затратности зимних ремонтов, туристские и экскурсионно-прогулочные перевозки с 2003 года стали рентабельными и представляют собой стабильный сегмент рынка. Каждый год открываются новые стоянки на круизных маршрутах, как правило, в малых городах и населённых пунктах, что вызывает интерес у опытных и новых путешественников. Доля туристских маршрутов составляет 2 % от общего объёма пассажирских перевозок в РФ, однако при этом общий пассажирооборот речного транспорта превышает 40 % от всего пассажирооборота в связи с большей дальностью и продолжительностью перевозок: в среднем он составляет около 1000 км/человек. Перевозки туристов на речных теплоходах дают возможность увеличивать поступление средств в бюджеты всех уровней, стимулируют занятость населения и экономически имеют мультипликативный эффект. Вместе с тем порядок, согласно которому топливо для заправки круизных судов в России приобретается на открытом рынке (в Европе оно освобождается от акцизов), с учётом высокой топливной составляющей в цене туров, негативно влияет на покупательский спрос, отсекая от круизного отдыха часть потенциальных путешественников. В прессе указывалось, что в 2014 году средняя цена 12-дневного тура по Волге для семьи из 3 человек составляет 150—180 тыс. рублей.

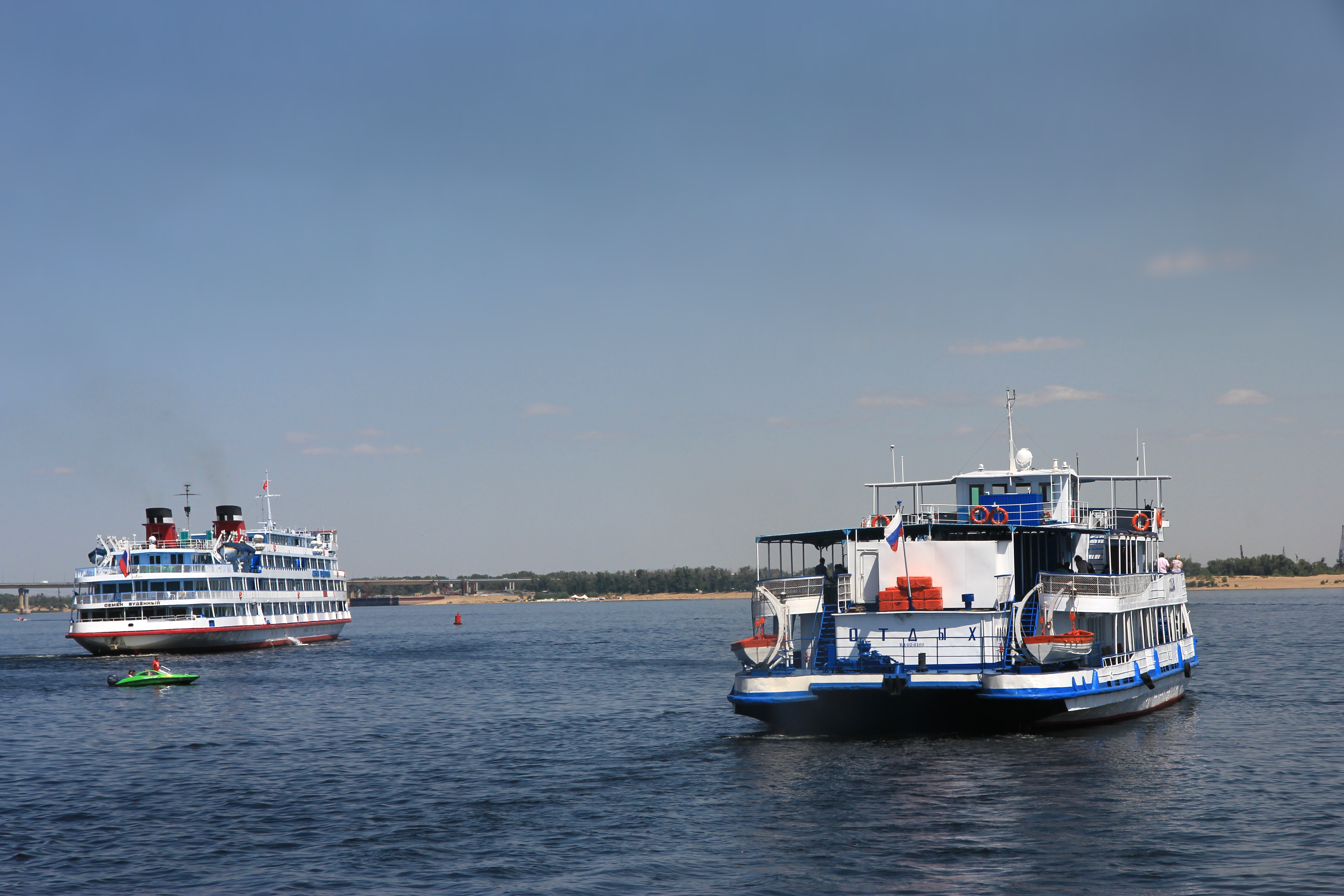
Круизные теплоходы на Волге близ Волгограда

Теплоходы, заложенные на европейских верфях в 1950-е годы, прошли в первом десятилетии XXI века капитальную реконструкцию, в результате чего увеличилась площадь кают, они стали лучше оснащены удобствами, комфорт на судах в целом, качество питания, обслуживания, экскурсионных и развлекательных программ также возросло. 

Наиболее популярные многодневные маршруты проходят по Единой глубоководной системе Европейской части России — по Волге, Оке, Каме, Неве, Свири, Ладожскому и Онежскому озёрам, водохранилищам, Волго-Донскому, Волго-Балтийскому, Беломорско-Балтийскому каналам. Особенностью новой эпохи стал повышенный интерес к кратким круизам, продолжительностью 2—3 дня: Москва-Углич-Москва, Москва-Тверь-Москва, Санкт-Петербург — Валаам — Санкт-Петербург. Как и во времена СССР, популярен многодневный маршрут Москва — Санкт-Петербург: он отличается разнообразием и познавательностью остановок: наукоград Дубна, старинный город Углич, провинциальный городок-музей Мышкин, Вологда, доступная со стоянок в Череповце, Шексне и Ирме, Кирилло-Белозёрский монастырь, музей деревянного зодчества Кижи, монастырский остров на ладожских скалах Валаам, таёжный необитаемый остров Пеллотсари, северные города Сортавала, Медвежьегорск, Соловецкие острова. 
Другой классический маршрут лежит из Москвы вниз по Волге, Каме и Волго-Дону: через Ярославль, Кострому, Плёс, Городец, Нижний Новгород, Чебоксары, Казань, Ульяновск, Самару, Саратов, Волгоград — до Астрахани, Ростова-на-Дону, Перми и Уфы. Популярен уникальный круговой маршрут Московская кругосветка или Речное Золотое кольцо, который начинается на Северном речном вокзале Москвы, проходит по каналу имени Москвы, Волге, Оке и Москве-реке и заканчивается на Южном речном вокзале столицы. Это единственный в мире речной кольцевой теплоходный туристский маршрут протяжённостью более 1800 километров, причем ни один речной участок не повторяется дважды. Популярны маршруты из Санкт-Петербурга на многопалубных судах-паромах по Балтийскому морю с заходом в порты стран Балтии и Скандинавии, преимуществом их является круглогодичная доступность морской акватории. Круизная деятельность набирает обороты на реках восточных регионов России, хотя и более медленными темпами, чем в европейской части. В 2015 году возобновляются круизы из Сочи через пролив Босфор на Средиземноморье.
В навигацию 2014 года на Волге возникли серьёзные проблемы в связи с обмелением особо рискованного для судоходства участка между Городцом и Нижним Новгородом. Гарантированно обеспечить глубину 4 м на этом участке с крутыми перекатами может только низконапорный гидроузел в районе посёлка Большое Козино. В 2014 году Федеральное агентство морского и речного транспорта, по словам его руководителя Александр Давыденко, приступило к проектированию гидротехнического объекта, дающего возможность дополнительного шлюзования, с ориентировочным сроком строительства к 2020 году. После крушения теплохода «Булгария» на Куйбышевском водохранилище в июле 2011 года на круизном флоте России приняты повышенные меры безопасности, которые контролируются надзорными ведомствами. С тех пор на круизном флоте России не было ни одной крупной катастрофы.
На линии Москва — Санкт-Петербург из-за полуморских условий плавания на Ладожском и Онежском озёрах работают в основном наиболее крупные и мореходные 4-палубные (дечные) теплоходы проекта 301, 302, 92-016, q-056. Значительная часть этих теплоходов принадлежат или зафрахтована зарубежными компаниями и обслуживают иностранных туристов. Менее комфортабельные 2- и 3-палубные теплоходы частично подверглись модернизации для повышения комфортабельности и в настоящее время обслуживают в основном российских туристов из Москвы, Санкт-Петербурга, Нижнего Новгорода, Перми и других городов европейской части России. Скорость всех теплоходов не превышает 25 км/ч.
В сезоне 2014 года, отмечает директор по судоходству на внутренних водных путях Союза «Национальная палата судоходства» Анна Исаева, из-за неблагоприятной внешнеполитической конъюнктуры иностранные партнёры российских круизных компаний замораживают программы долгосрочного сотрудничества с российскими судоходными компаниями по загрузке теплоходов на следующую туристическую навигацию и по дооборудованию судов.
С 2012 года по Беломорско-Балтийскому каналу курсирует новый круизный трёхпалубный теплоход «Русь Великая» класса «река-море», построенный в 2010—2012 специально под габариты шлюзовых камер канала, способный выходить в Белое море и швартоваться непосредственно на Соловецких островах.
К экзотическим круизам относится плавание по рекам Сура, Ветлуга, Вятка, которые в начале навигации доступны для двухпалубных судов, а реки Чусовая и Казанка — с пересадкой на прогулочные теплоходы. В 2011 году был осуществлён экспериментальный круиз двухпалубного теплохода «Славянов» по реке Волхов с подъёмом до Великого Новгорода, движение под низким мостом Октябрьской железной дороги стало возможным благодаря оперативному демонтажу капитанской рубки.
В 2014 году на внутреннем круизном рынке России работают три крупные компании федерального масштаба — Мостурфлот, ВодоходЪ, Инфофлот и несколько региональных компаний. Прекратили своё существование ряд мелких компаний, предлагавших сверхдешёвые и некачественные туры. Деятельность круизных речных компаний координирует Союз «Национальная палата судоходства», контролирует Федеральное агентство морского и речного транспорта и Ространснадзор.